# Kartuizerpriorij Sint-Martens-Bos

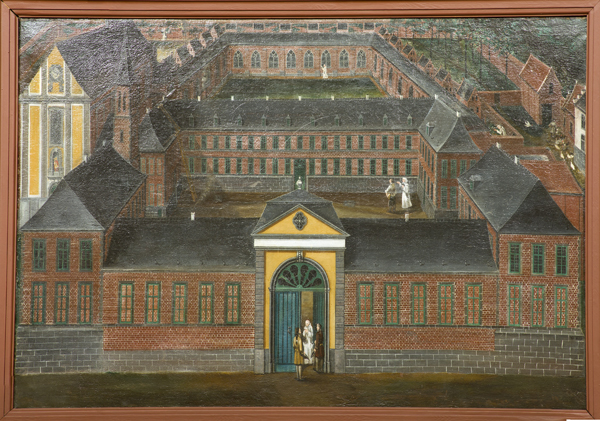
Schilderij van het klooster

De Kartuizerpriorij Sint-Martens-Bos of Sint-Maartens-Bos is een voormalige priorij van de orde van de kartuizers in het Belgische Sint-Martens-Lierde. De kartuizerpriorij van Sint-Martens-Bos in Sint-Martens-Lierde werd gesticht door Jan Gheylinc uit een schepengeslacht van Geraardsbergen. Jan Gheylinc was raadsman van de Vlaamse graaf Lodewijk II van Nevers. In 1329 werd de priorij met kerk opgericht in Sint-Martens-Lierde. De kartuizerpriorij bleef er bestaan tot de afschaffing van contemplatieve kloosters op 17 maart 1783 door keizer Jozef II. In 1578 werd de priorij grotendeels vernield door de calvinisten. Ze werd in de 17e eeuw heropgebouwd. In 1690 raakte het klooster beschadigd door Franse invallen onder Lodewijk XIV; in de 18e eeuw werd het heropgebouwd. Zo werd tussen 1722 en 1730 een nieuwe kloosterkerk gebouwd. Tussen 1770 en 1772 werden ook een aantal nieuwe kloostergebouwen opgericht: brouwerij, conciërgerie, kloosterpoort en gastenverblijf. In 1783 werden de laatste twaalf monniken uit het klooster gezet door keizer Jozef II en later werden grote delen van het klooster na verkoop in loten afgebroken. De oude dorpskerk van Sint-Martens-Lierde was intussen in verval geraakt, waardoor de Sint-Martinus-kartuizerkerk vanaf 1801 de parochiekerk werd. De pastoor ging in het voormalige brouwerijgebouw wonen. De kerk, het achttiende-eeuwse poortgebouw, de woning van de prior en procurator, het brouwerijgebouw, de verbouwde refter, de schuur en de muren van het kartuizerklooster zijn bewaard gebleven en werden beschermd als dorpsgezicht. Binnen zijn onder meer zes schilderijen van de Brusselse kunstenares Elisabeth Seldron te zien. In het nabijgelegen café De Kartuizer wordt nog 'Kartuizerbier' geschonken van Brouwerij De Graal uit een aardewerken pot met drie oren.
In 2024 raakte bekend dat het oude Kartuizerpad langs het geboortebos aan Laerebeke richting Hemelveerdegem wordt hersteld.

## Afbeeldingen

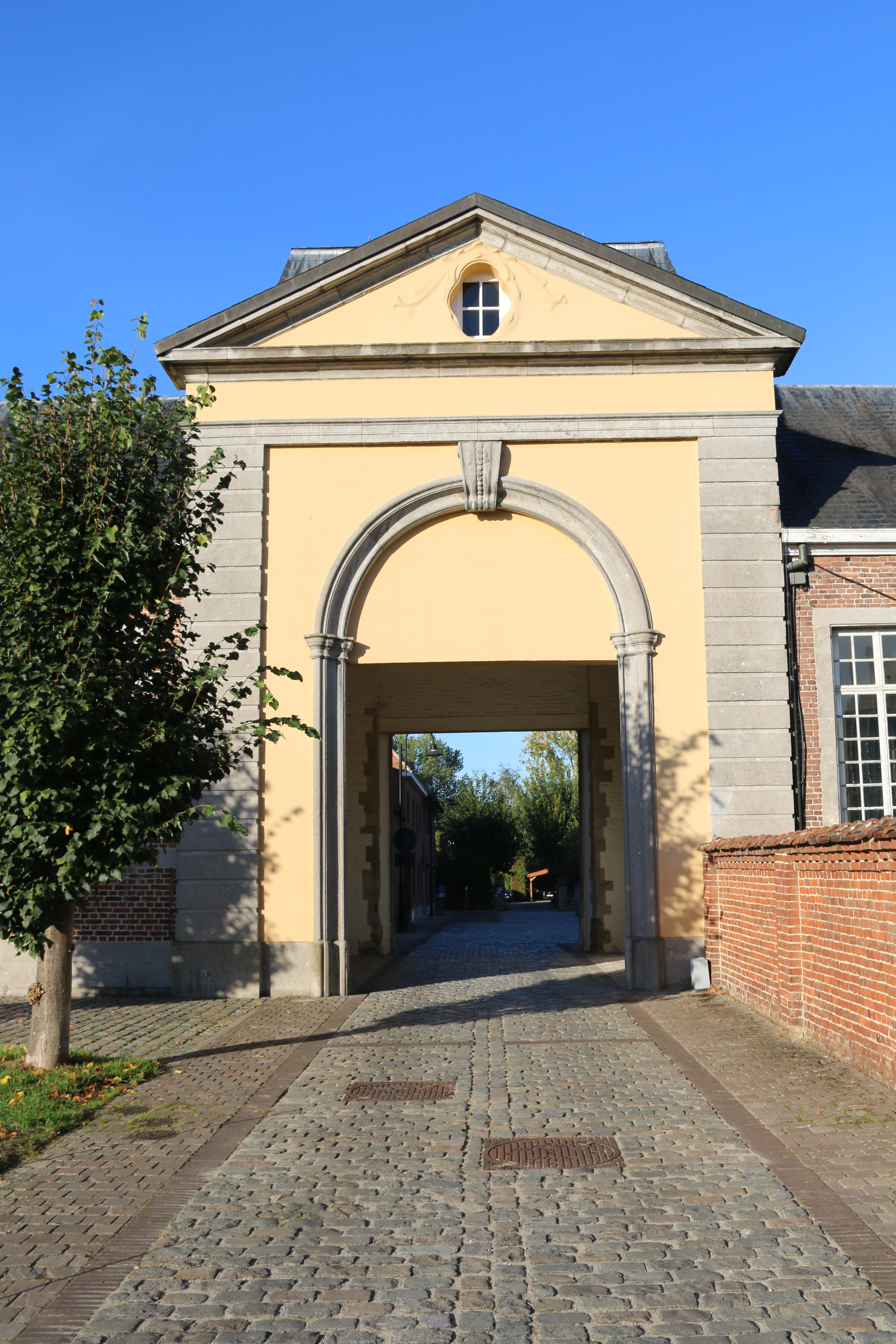
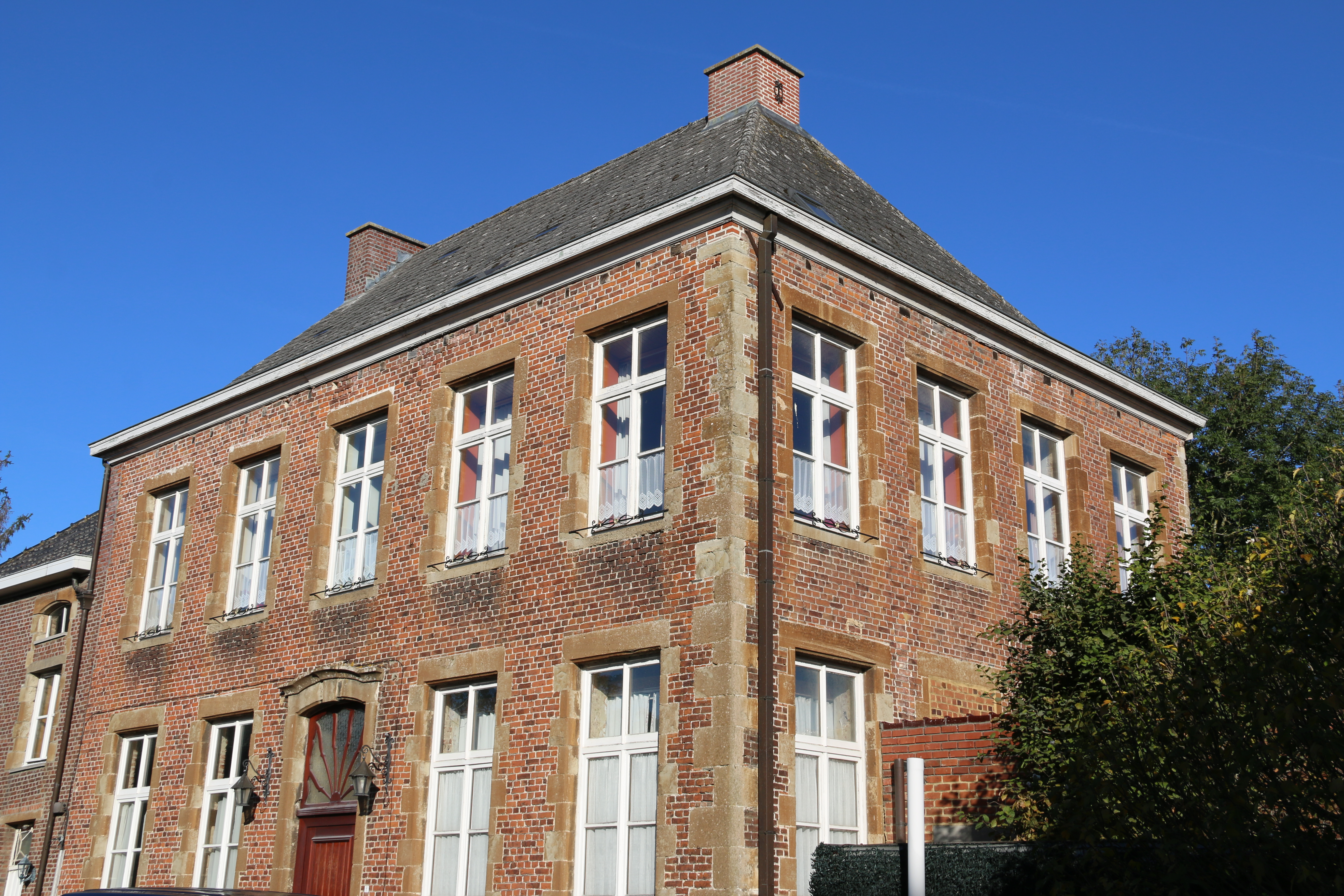
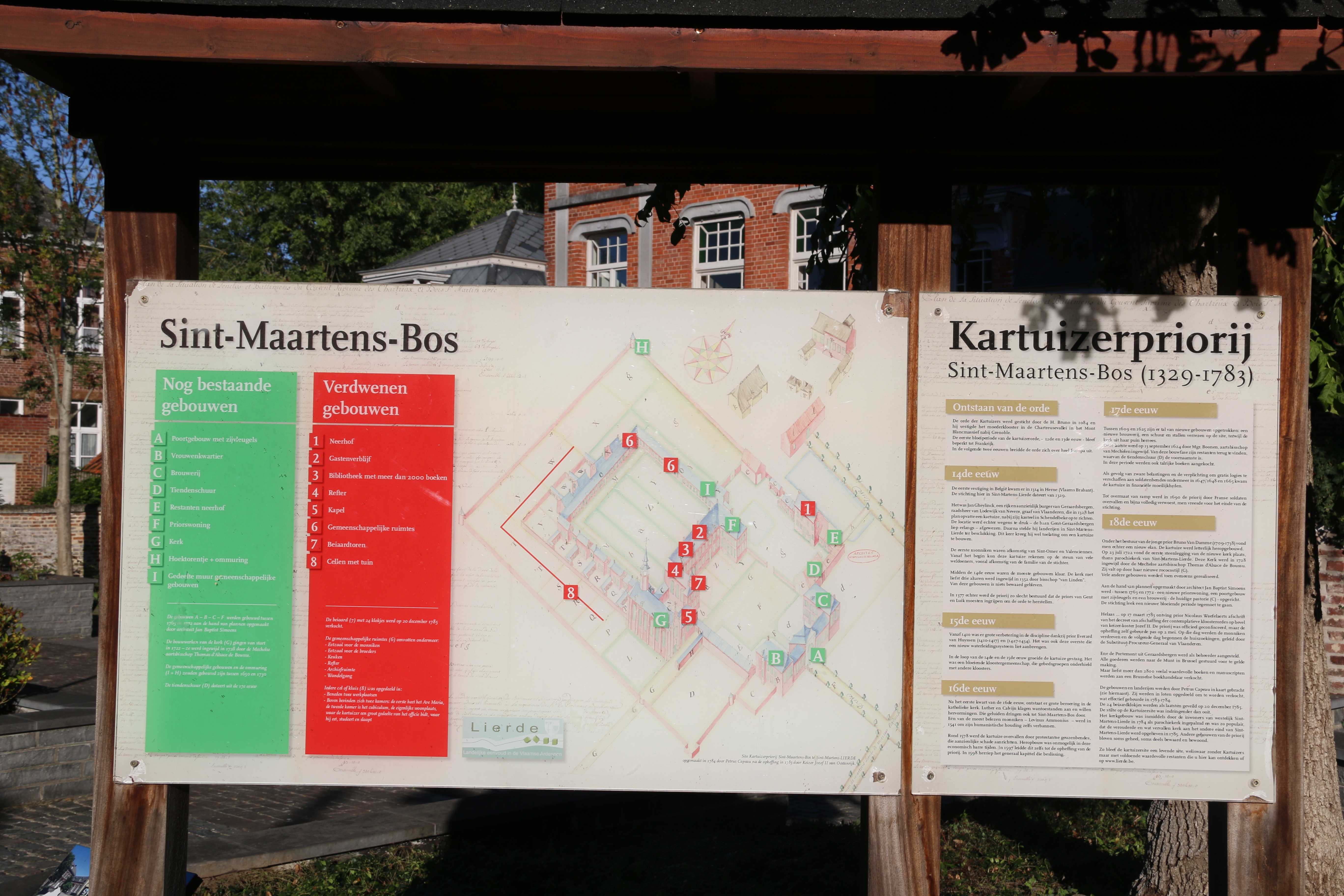
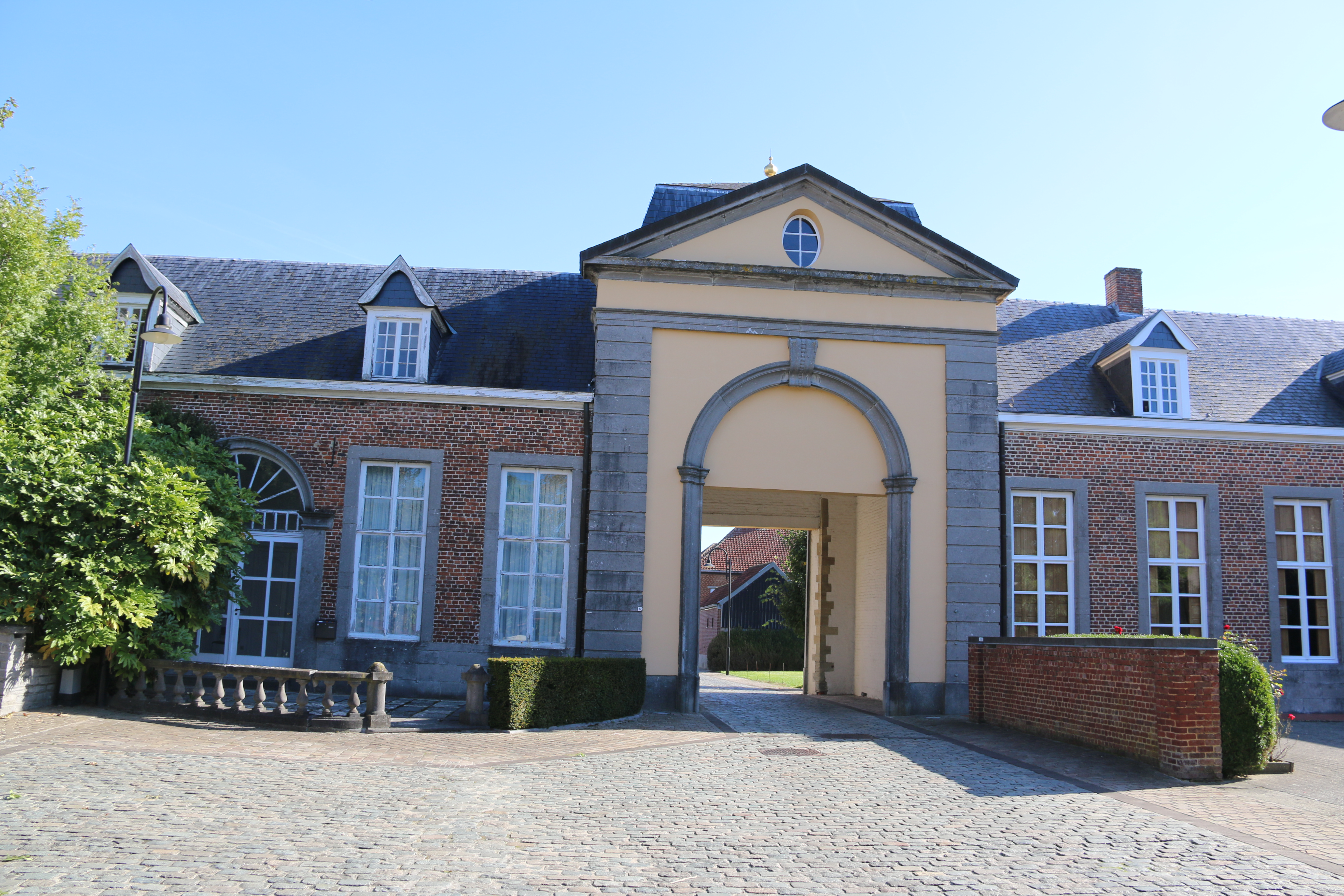